# Cephalotes
|  | No s'ha de confondre amb Cephalotus. |

Cephalotes és un gènere de formigues de la subfamília dels mirmicins (Myrmicinae) que viuen en els arbres d'Amèrica, conegudes comunament com a "formigues tortuga". Tenen la particularitat d'ocupar les galeries foradades per insectes xilòfags.
Totes semblen formigues planejadores, amb la possibilitat de fer servir un «paracaigudes» i dirigir la seva caiguda per tornar a aterrar al tronc d'un arbre en comptes de caure a terra, que sovint està inundat.

## Especialització ecològica i evolució de la casta dels soldats
Un dels aspectes més importants de l'evolució i adaptació social del gènere és la manera en què la seva organització social ha estat modelada per les pressions ambientals.
Això és especialment cert per a l'espècie Cephalotes rohweri, en la qual ha evolucionat tota una classe de soldats com a resultat de la disponibilitat de cavitats de niu altament especialitzada. Com que les formigues de Cephalotes utilitzen múltiples cavitats de nidificació tallades que es troben als arbres sobre els quals viuen, una cohort de soldats especialitzats morfològicament ha evolucionat per defensar aquestes cavitats de nidificació. Utilitzen els seus caps únics en forma de plaques per bloquejar les entrades als nius, creant essencialment una porta viva a les cavitats dels nius.

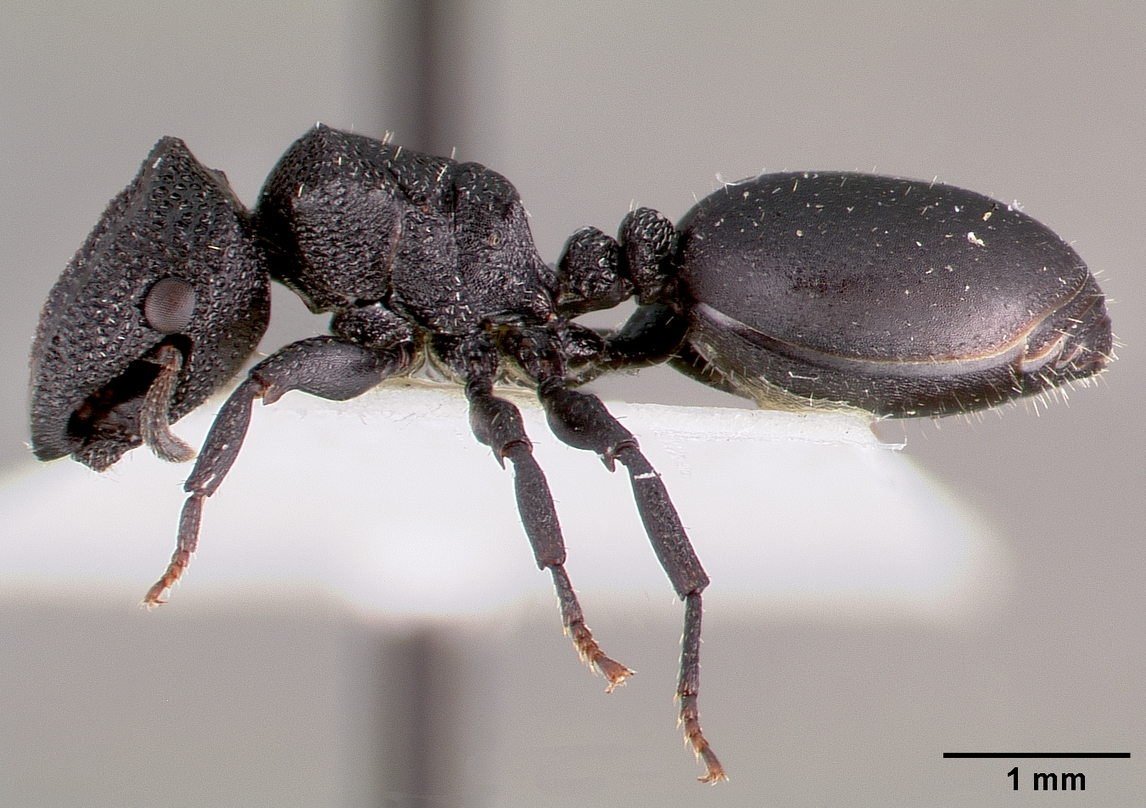
Cephalotes rohweri

En un estudi particular, Scott Powell va provar la hipòtesi que «l'ús especialitzat de cavitats amb entrades properes a l'àrea d'un cap de formiga ha seleccionat per a un soldat especialitzat morfològicament i de comportament a Cephalotes». Això es va aconseguir mitjançant la realització d'estudis comparatius entre quatre espècies de Cephalotes, cadascuna representant un dels quatre estats de caràcter de l'evolució dels soldats. Cephalotes va ser ideal per a l'estudi perquè és l'únic gènere que conté espècies existents que mostren quatre nivells d'evolució morfològica important. Aquests estats de caràcters són:
- Cap soldat present (ancestral)
- Soldats presents amb cap simple en forma de bòveda
- Soldats presents amb el disc de cap incomplet
- Soldats presents amb disc de cap complet (el més avançat)

Un altre estudi de Powell va examinar el procés pel qual els factors ambientals configuren les castes colonials dins de la classe obrera. Tanmateix, aquest estudi es va centrar més en com les colònies adapten els seus sistemes de castes als factors ecològics del seu entorn.
Per a l'experiment es va utilitzar una espècie del gènere Cephalotes que mostrava el nivell més alt d'especialització militar. Es van donar suport a tres conclusions clau sobre l'especialització adaptativa de castes:
- Els soldats eren els millors per defensar el recurs específic de nidificació que es troba a la natura.
- Les colònies només utilitzaven determinats nius (de tots els nius disponibles) i seleccionaven només els llocs de nidificació que maximitzarien el rendiment dels soldats.
- El rendiment i les limitacions dels soldats van tenir efectes directes i indirectes sobre la reproducció de les colònies.

Els resultats d'aquest experiment donen suport al concepte que el fenotip de soldat més especialitzat en Cephalotes és el resultat de l'adaptació a l'especialització ecològica dins d'un subconjunt reduït de nius disponibles.

## Espècies

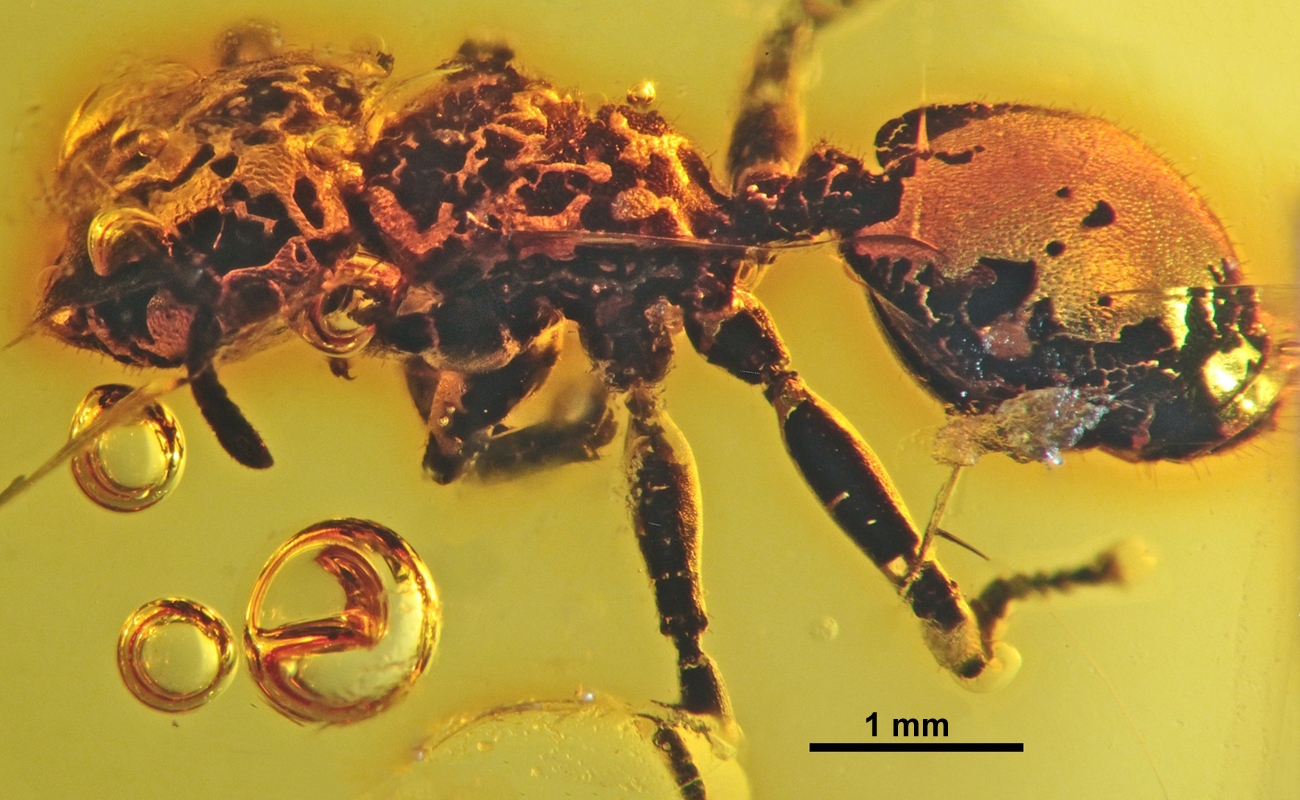
Cephalotes alveolatus
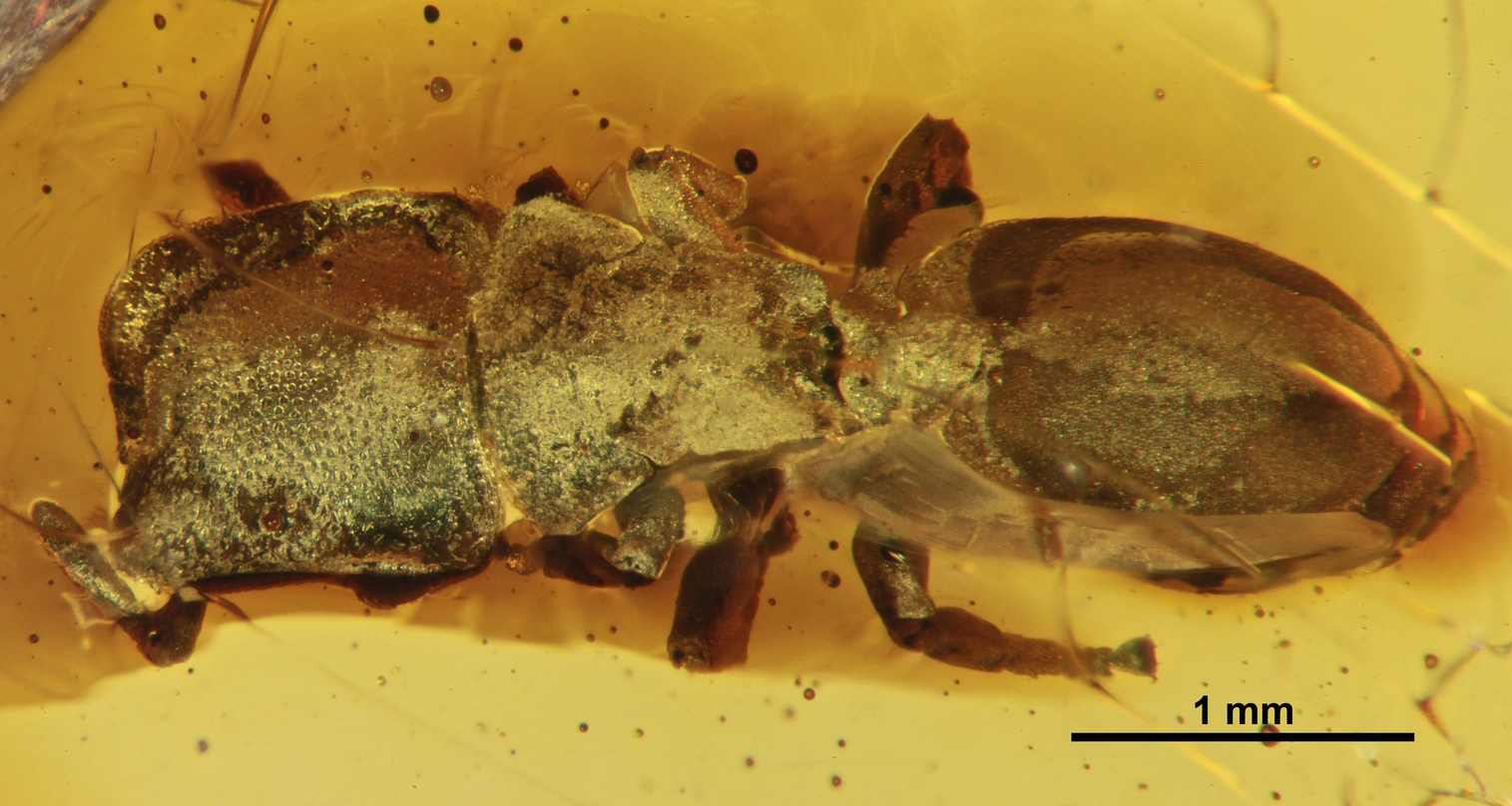
Cephalotes caribicus

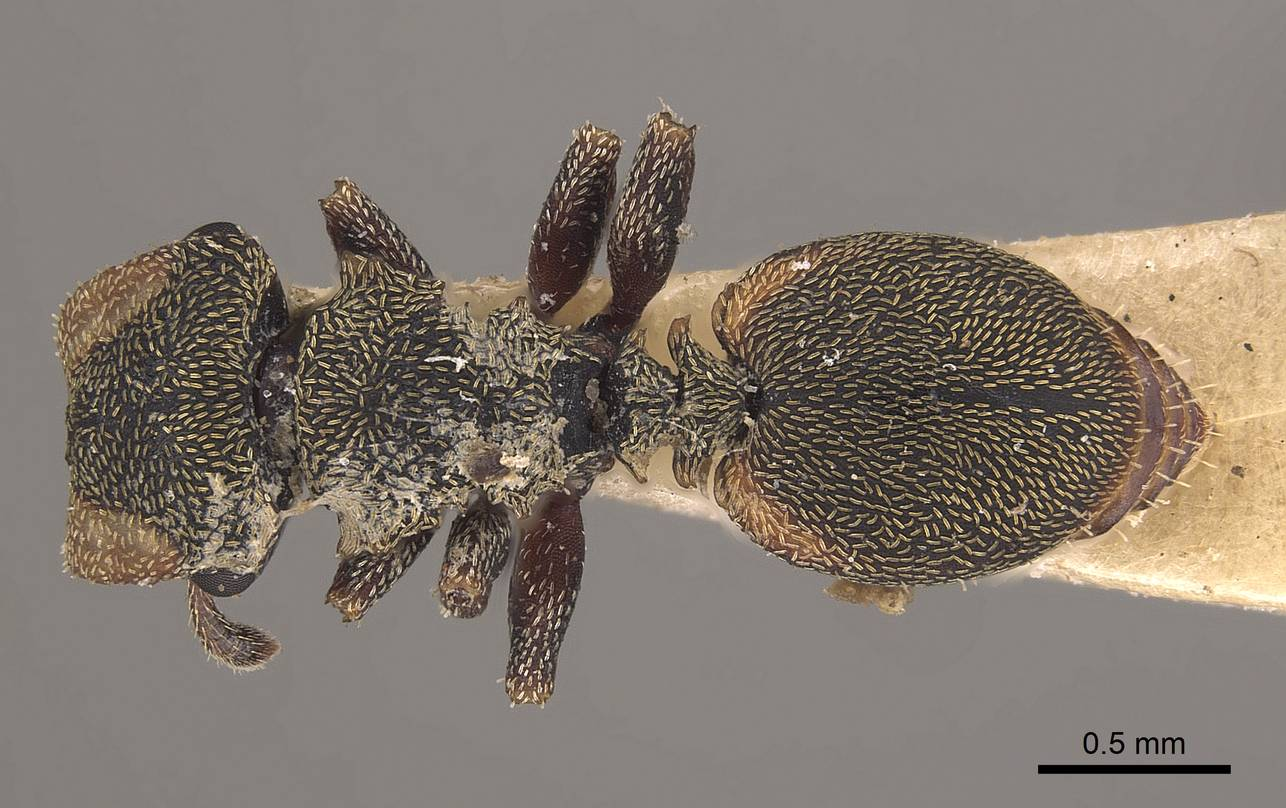
Cephalotes coffeae
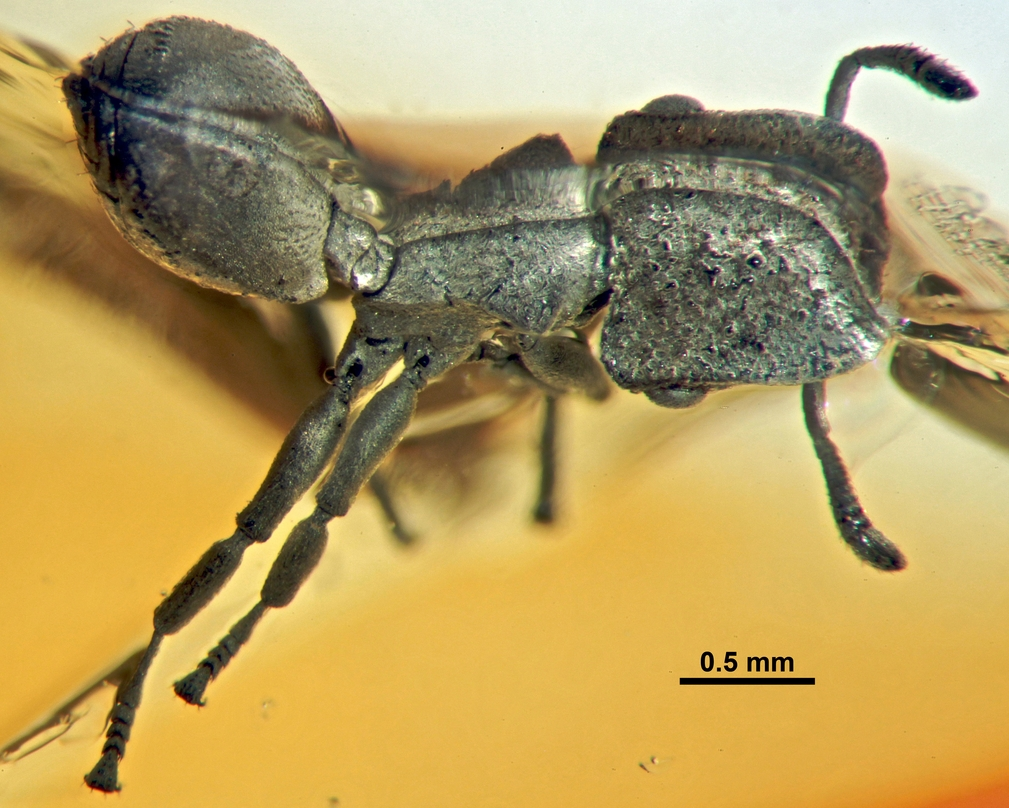
Cephalotes dieteri
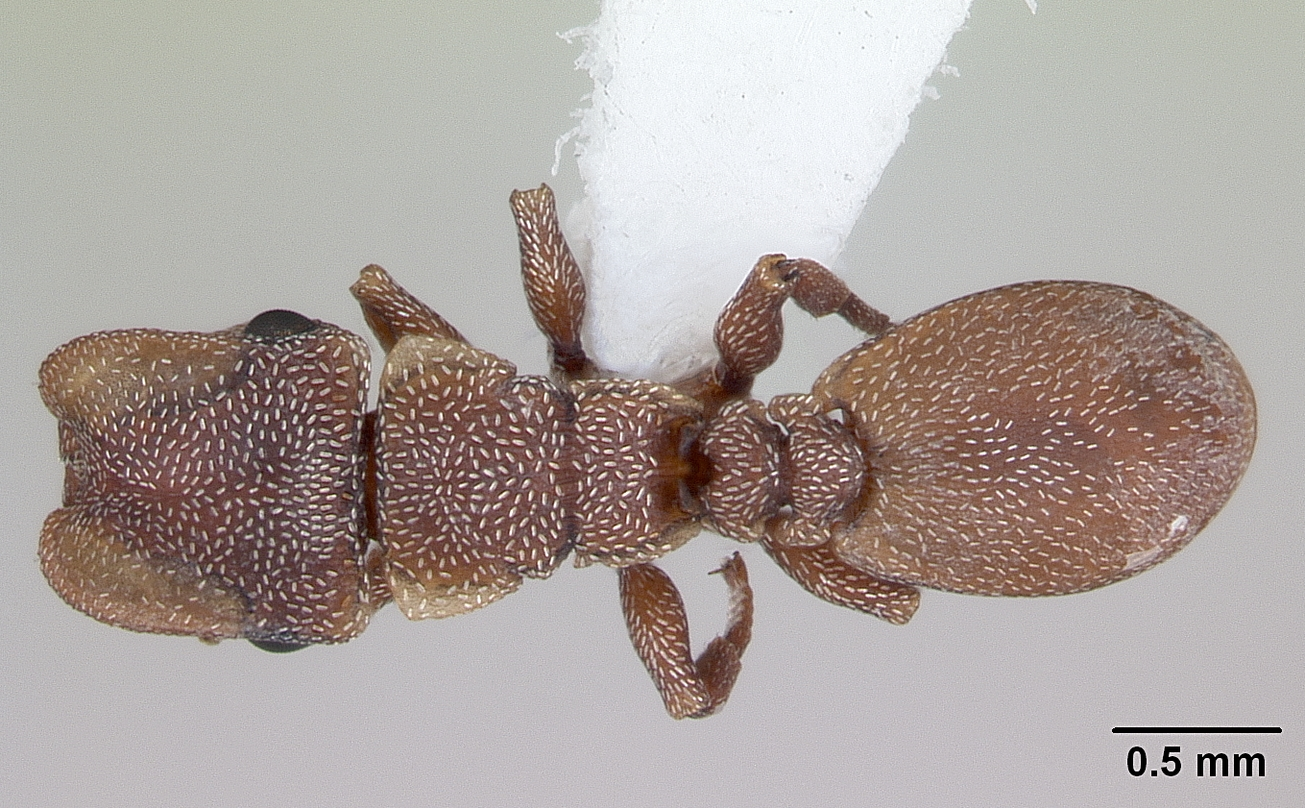
Cephalotes incertus

- Cephalotes adolphi (Emery, 1906)
- Cephalotes alfaroi (Emery, 1890)
- †Cephalotes alveolatus (Vierbergen & Scheven, 1995)
- Cephalotes angustus (Mayr, 1862)
- Cephalotes argentatus (Smith, 1853)
- Cephalotes argentiventris De Andrade, 1999
- Cephalotes atratus (Linnaeus, 1758)
- Cephalotes auriger De Andrade, 1999
- Cephalotes basalis (Smith, 1876)
- Cephalotes betoi De Andrade, 1999
- Cephalotes biguttatus (Emery, 1890)
- Cephalotes bimaculatus (Smith, 1860)
- Cephalotes bivestitus (Santschi, 1922)
- Cephalotes bloosi Baroni Urbani, 1999
- Cephalotes bohlsi (Emery, 1896)
- Cephalotes borgmeieri (Kempf, 1951)
- Cephalotes brevispineus De Andrade & Baroni Urbani, 1999[7]
- Cephalotes bruchi (Forel, 1912)
- †Cephalotes caribicus De Andrade & Baroni Urbani, 1999[7]
- Cephalotes chacmul Snelling, 1999
- Cephalotes christopherseni (Forel, 1912)
- Cephalotes clypeatus (Fabricius, 1804)
- Cephalotes coffeae (Kempf, 1953)
- Cephalotes columbicus (Forel, 1912)
- Cephalotes complanatus (Guerin-Meneville, 1844)
- Cephalotes conspersus (Smith, 1867)
- Cephalotes cordatus (Smith, 1853)
- Cephalotes cordiae (Stitz, 1913)
- Cephalotes cordiventris (Santschi, 1931)
- Cephalotes crenaticeps (Mayr, 1866)
- Cephalotes cristatus (Emery, 1890)
- Cephalotes curvistriatus (Forel, 1899)
- Cephalotes decolor De Andrade, 1999
- Cephalotes decoloratus De Andrade, 1999
- Cephalotes dentidorsum De Andrade, 1999
- Cephalotes depressus (Klug, 1824)
- †Cephalotes dieteri De Andrade & Baroni Urbani, 1999[7]
- Cephalotes dorbignyanus (Smith, 1853)
- Cephalotes duckei (Forel, 1906)
- Cephalotes ecuadorialis De Andrade, 1999
- Cephalotes eduarduli (Forel, 1921)
- Cephalotes emeryi (Forel, 1912)
- Cephalotes fiebrigi (Forel, 1906)
- Cephalotes flavigaster De Andrade, 1999
- Cephalotes foliaceus (Emery, 1906)
- Cephalotes fossithorax (Santschi, 1921)
- Cephalotes frigidus (Kempf, 1960)
- Cephalotes gabicamacho Oliveira, Powell & Feitosa, 2021[8]
- Cephalotes goeldii (Forel, 1912)
- Cephalotes goniodontes De Andrade, 1999
- Cephalotes grandinosus (Smith, 1860)
- Cephalotes guayaki De Andrade, 1999
- Cephalotes haemorrhoidalis (Latreille, 1802)
- Cephalotes hamulus (Roger, 1863)
- Cephalotes hirsutus De Andrade, 1999
- †Cephalotes hispaniolicus De Andrade & Baroni Urbani, 1999[7]
- Cephalotes inaequalis (Mann, 1916)
- Cephalotes inca (Santschi, 1911)
- Cephalotes incertus (Emery, 1906)
- Cephalotes insularis (Wheeler, 1934)
- Cephalotes integerrimus (Vierbergen & Scheven, 1995)
- Cephalotes jamaicensis (Forel, 1922)
- Cephalotes jansei (Vierbergen & Scheven, 1995)
- Cephalotes jheringi (Emery, 1894)
- Cephalotes klugi (Emery, 1894)
- Cephalotes kukulcan Snelling, 1999
- Cephalotes laminatus (Smith, 1860)
- Cephalotes lanuginosus (Santschi, 1919)
- Cephalotes lenca De Andrade, 1999
- Cephalotes liepini De Andrade, 1999
- Cephalotes liogaster (Santschi, 1916)
- Cephalotes liviaprado Oliveira, Powell & Feitosa, 2021[8]
- Cephalotes maculatus (Smith, 1876)
- Cephalotes manni (Kempf, 1951)
- Cephalotes marginatus (Fabricius, 1804)
- Cephalotes mariadeandrade Oliveira, Powell & Feitosa, 2021[8]
- Cephalotes marycorn Oliveira, Powell & Feitosa, 2021[8]
- Cephalotes maya De Andrade, 1999
- Cephalotes membranaceus (Klug, 1824)
- Cephalotes minutus (Fabricius, 1804)
- Cephalotes mompox De Andrade, 1999
- Cephalotes monicaulyssea Oliveira, Powell & Feitosa, 2021[8]
- Cephalotes multispinosus (Norton, 1868)
- Cephalotes nilpiei De Andrade, 1999
- Cephalotes notatus (Mayr, 1866)
- Cephalotes obscurus (Vierbergen & Scheven, 1995)
- Cephalotes oculatus (Spinola, 1851)
- Cephalotes olmecus De Andrade, 1999
- Cephalotes opacus Santschi, 1920
- Cephalotes pallens (Klug, 1824)
- Cephalotes pallidicephalus (Smith, 1876)
- Cephalotes pallidoides De Andrade, 1999
- Cephalotes pallidus De Andrade, 1999
- Cephalotes palta De Andrade, 1999
- Cephalotes palustris De Andrade, 1999
- Cephalotes patei (Kempf, 1951)
- Cephalotes patellaris (Mayr, 1866)
- Cephalotes pavonii (Latreille, 1809)
- Cephalotes pellans De Andrade, 1999
- Cephalotes persimilis De Andrade, 1999
- Cephalotes persimplex De Andrade, 1999
- Cephalotes peruviensis De Andrade, 1999
- Cephalotes pileini De Andrade, 1999
- Cephalotes pilosus (Emery, 1896)
- Cephalotes pinelii (Guerin-Meneville, 1844)
- Cephalotes placidus (Smith, 1860)
- Cephalotes poinari Baroni Urbani, 1999
- Cephalotes porrasi (Wheeler, 1942)[3]
- Cephalotes prodigiosus (Santschi, 1921)
- Cephalotes pusillus (Klug, 1824)
- Cephalotes quadratus (Mayr, 1868)
- Cephalotes ramiphilus (Forel, 1904)
- Cephalotes resinae De Andrade, 1999
- Cephalotes rohweri (Wheeler, 1916)
- Cephalotes scutulatus (Smith, 1867)
- Cephalotes serraticeps (Smith, 1858)
- Cephalotes serratus (Vierbergen & Scheven, 1995)
- Cephalotes setulifer (Emery, 1894)
- Cephalotes simillimus (Kempf, 1951)
- Cephalotes sobrius (Kempf, 1958)
- Cephalotes solidus (Kempf, 1974)
- Cephalotes specularis Brandão et al., 2014
- Cephalotes spinosus (Mayr, 1862)
- Cephalotes squamosus (Vierbergen & Scheven, 1995)
- Cephalotes sucinus De Andrade, 1999
- Cephalotes supercilii De Andrade, 1999
- Cephalotes taino De Andrade, 1999
- Cephalotes targionii (Emery, 1894)
- Cephalotes texanus (Santschi, 1915)
- Cephalotes toltecus De Andrade, 1999
- Cephalotes trichophorus De Andrade, 1999
- Cephalotes umbraculatus (Fabricius, 1804)
- Cephalotes unimaculatus (Smith, 1853)
- Cephalotes ustus (Kempf, 1973)
- Cephalotes varians (Smith, 1876)
- Cephalotes ventriosus De Andrade, 1999
- Cephalotes vinosus (Wheeler, 1936)
- Cephalotes wheeleri (Forel, 1901)